# S/2003 J 16
S/2003 J 16 — нерегулярний супутник Юпітера.

## Відкриття
Відкритий у 2003 року групою астрономів під керівництвом Бретта Гледмана (англ. Brett J. Gladman).

## Орбіта
Супутник робить повний оберт навколо Юпітера на відстані приблизно 20 957 000 км. Сидеричний період обертання 610,362 земних діб. Орбіта має ексцентриситет ~0,3185.
S/2003 J 16 належить до групи Ананке, семеро головних супутників якої обертаються між 19,3 до 22,7 Гм від Юпітера, нахил орбіти приблизно 148,5°.

## Фізичні характеристики
Супутник приблизно 2 кілометри в діаметрі, альбедо 0,04. Оціночна густина 2,6 г/см³.